# Nadim Sawalha
Nadim Sawalha (Madaba, 9 settembre 1935) è un attore giordano naturalizzato britannico.

## Biografia
Nadim nato a Madaba in Giordania nel 1935 si trasferì in Inghilterra dopo il 1950 per studiare recitazione. Sposato con Roberta Lane e padre delle attrici Nadia e Julia Sawalha; quest'ultima ha rivelato, nell'episodio della trasmissione Who Do You Think You Are? a lei dedicato,  che il padre non è sicuro della sua data di nascita ma dovrebbe essere tra il 7 e il 9 settembre.

## Filmografia parziale

### Cinema
- Un tocco di classe (A Touch of Class), regia di Melvin Frank (1973)
- Vampira, regia di Clive Donner (1974)
- Il vento e il leone (The Wind and the Lion), regia di John Milius (1975)
- La Pantera Rosa colpisce ancora (The Return of the Pink Panther), regia di Blake Edwards (1975)
- La spia che mi amava (The Spy Who Loved Me), regia di Lewis Gilbert (1977)
- Alla 39ª eclisse (The Awakening), regia di Mike Newell (1980)
- Sfinge (Sphinx), regia di Franklin J. Schaffner (1981)
- Mistery (Half Moon Street), regia di Bob Swaim (1986)
- 007 - Zona pericolo (The Leaving Daylights), regia di John Glen (1987)
- L'isola di Pascali (Pascali's Island), regia di James Dearden (1988)
- Il figlio della Pantera Rosa, regia di Blake Edwards (1993)
- Syriana, regia di Stephen Gaghan (2005)
- Nativity, regia di Catherine Hardwicke (2006)

### Televisione
- Spazio 1999 (Space 1999) - serie TV, episodio 2x23 (1977)
- I Professionals (The Professionals) - serie TV, 3 episodi (1978-1979)
- I sopravvissuti (Survivors) - serie TV, episodi 2x03-2x04 (1976)
- Dangerfield - serie TV, 43 episodi (1995-1998)
- Giuseppe (Joseph) - miniserie TV, 3 episodi (1995)
- Cleopatra - miniserie TV (1999)
- Murphy's Law - serie TV, 3 episodi (2006)
- Diana - Gli ultimi giorni di una principessa (Diana: Last Days of a Princess), regia di Richard Dale - film TV (2007)

## Doppiatori italiani
Nelle versioni in italiano dei suoi film, Nadim Sawalha è stato doppiato da:
- Giorgio Lopez in Giuseppe, Nativity
- Michele Gammino in La Pantera Rosa colpisce ancora, Alla 39ª eclisse
- Mario Mastria in Shaft e i mercanti di schiavi
- Luciano Melani in Il vento e il leone
- Marcello Mandò in Mistery
- Eugenio Marinelli in Cleopatra
- Saverio Moriones in Diana - Gli ultimi giorni di una principessa
- Luciano De Ambrosis in La legge di Murphy
- Antonio Paiola in Tutti pazzi a Tel Aviv